# کارمینه کوپولا (آهنگساز)
کارمینه کوپولا (به انگلیسی: Carmine Coppola) (زاده ۱۱ ژوئن ۱۹۱۰ – درگذشته ۲۶ آوریل ۱۹۹۱) یک آهنگساز، و رهبر ارکستر اهل ایالات متحده آمریکا بود.
تالیا شایر، فرانسیس فورد کوپولا و آگوست کوپولا فرزندان او هستند.

## جوایز
وی برنده جوایزی همچون جایزه اسکار بهترین موسیقی فیلم شده است.

## فیلم‌شناسی
- اینک آخرالزمان
- پدرخوانده
- پدرخوانده: قسمت دوم
- پدرخوانده: قسمت سوم